# Rosegg
Rosegg (słoweń. Rožek) – gmina targowa w Austrii, w kraju związkowym Karyntia, w powiecie Villach-Land. Według Austriackiego Urzędu Statystycznego liczyła 1808 mieszkańców (1 stycznia 2015).